# Céline Vaes
Céline Vaes, née le 26 décembre 1986, est une coureuse cycliste française qui pratique la discipline du flat en BMX.

## Carrière
Céline Vaes remporte la médaille de bronze en flat aux Championnats du monde de cyclisme urbain 2021 à Montpellier.